# Philippe Gillet
Pour les articles homonymes, voir Gillet.
Philippe Gillet, né le 26 janvier 1958 à Strasbourg, est un géophysicien et géologue français. 
Il a été vice-président pour les affaires académiques de l'École polytechnique fédérale de Lausanne (EPFL), en Suisse de 2010 à 2016. Il en a assuré la présidence par intérim du 1er août 2013 au 31 janvier 2014.
Il fut précédemment directeur de l'École normale supérieure de Lyon de 2003 à 2007 puis directeur de cabinet de Valérie Pécresse, ministre de l'Enseignement supérieur et de la recherche du gouvernement François Fillon, entre mai 2007 et mars 2010.

## Biographie
En 1979, Philippe Gillet est admis à l'École normale supérieure de Paris où il suit un cursus de géophysique (licence, maîtrise et DEA obtenus aux universités Paris VI et Paris VII). Il se lance à cette période dans l’étude des processus géologiques de hautes pressions, domaine qu’il ne quittera plus par la suite. En 1983, il soutient une thèse de troisième cycle de géophysique interne et géochimie consacrée à la déformation et aux transformations de phases dans une cellule à enclumes de diamant. En 1987, il soutient à l'université de Rennes 1 une thèse de docteur d'État en Sciences de la Terre.
Entre 1984 et 1992, Philippe Gillet est successivement assistant puis professeur de géophysique à l’université Rennes I. En 1991, il devient directeur de l'Institut de Géologie de Rennes.
En 1992, il devient professeur de sciences de la terre à l'École normale supérieure de Lyon dont il prend la direction des études en 1998 puis la direction de 2003 à 2007.
Au-delà de ses fonctions d’enseignant, de chercheur et de directeur d’établissement, Philippe Gillet a assumé les responsabilités de directeur de laboratoire (laboratoire de sciences de la Terre de 1995 à 1999), de directeur scientifique de département du CNRS (INSU, 2001-2003), de président du Pôle universitaire de Lyon (de 2004 à 2007) et de président du synchrotron soleil  (de 2001 à 2007). Il a aussi présidé l'Agence nationale de la recherche en 2007.
Entre mai 2007 et mars 2010, il est le directeur de cabinet de Valérie Pécresse, ministre de l'Enseignement supérieur et de la recherche du gouvernement François Fillon. Il participe à ce titre à la préparation de la Loi relative aux libertés et responsabilités des universités, aux réformes concernant la recherche, à l’élaboration de la Stratégie nationale pour la recherche et l'innovation et à la réflexion sur le « Grand emprunt » pour ce qui concerne les universités, la recherche et l’innovation.
Il prend la fonction de vice-président pour les affaires académiques de l'EPFL d'avril 2010 à décembre 2016. Il y est, par ailleurs, professeur et directeur du laboratoire de sciences de la Terre et des planètes. Il assure la présidence par intérim de l'EPFL du 1er août 2013 au 31 janvier 2014.

Les travaux de recherche de Philippe Gillet couvrent des champs disciplinaires aussi variés que la physique des minéraux à hautes pressions, l'évolution des chaînes de montagnes, les interactions entre bactéries et minéraux et l’étude des planètes, astéroïdes, météorites et poussières planétaires. C’est dans le cadre de ce dernier thème que Philippe Gillet a été associé au projet scientifique international « Stardust ». Il est l'auteur de plus d'une centaine de publications scientifiques dans des revues à comités de lecture.
 (novembre 2017).
En décembre 2023, il se voit confier la coordination d'une mission de réflexion sur l’écosystème de la recherche et de l’innovation, par la Ministre de l'Enseignement Supérieur et de la Recherche, Sylvie Retailleau. Son rapport est remis en juin 2023 à la Ministre. Il présente 14 propositions  "pour engager le processus de rénovation et de simplification de l’écosystème national de recherche" et notamment revoir le rôle des organismes nationaux de recherche comme le CNRS. Plusieurs propositions de ce rapport sont reprises par Emmanuel Macron en décembre 2023 dans son projet de réforme de l'organisation du système de recherche en France.
Philippe Gillet est marié et père de deux enfants.

## Mandats
- Administrateur de l'Institut de physique du globe de Paris (2010 - )
- Administrateur de l’École VetAgroSup (depuis 2013)
- Administrateur de la fondation Bullukian (2004 - )
- Président du conseil scientifique de l'INRAE (depuis 2016)[10]

## Distinctions
- Chevalier de la Légion d'honneur
- Membre junior de l'Institut universitaire de France (1993-1998)
- Médaille de l'ENS Lyon, 1994
- Médaille 1995 pour la recherche d'excellence de l'European Mineralogical Union
- Fellow de la Mineralogical Society of America
- Prix Furon 2000 de la Société géologique de France
- Docteur honoris causa de l’Université de Montréal, 2004
- Membre de l’Academia Europaea depuis 2006